# Ашшур-дугуль
Ашшур-дугуль — ассирійський правитель кінця XVIII століття до н. е.. Ассирійський царський список позначає його як узурпатора, який повалив Мут-Ашкура — васала Вавилона.